# Puente Cavour
El puente Cavour es un puente en Roma (Italia), que conecta la Piazza del Porto di Ripetta con Lungotevere dei Mellini, en los Rioni (distritos) de Campo de Marte y Prati.
El puente también sirve como conexión entre Piazza Cavour y el Campo de Marte junto al Ara Pacis.
Desde la posguerra, se ha convertido en tradición que se salte al río la mañana del 1 de enero desde la barandilla de este puente.

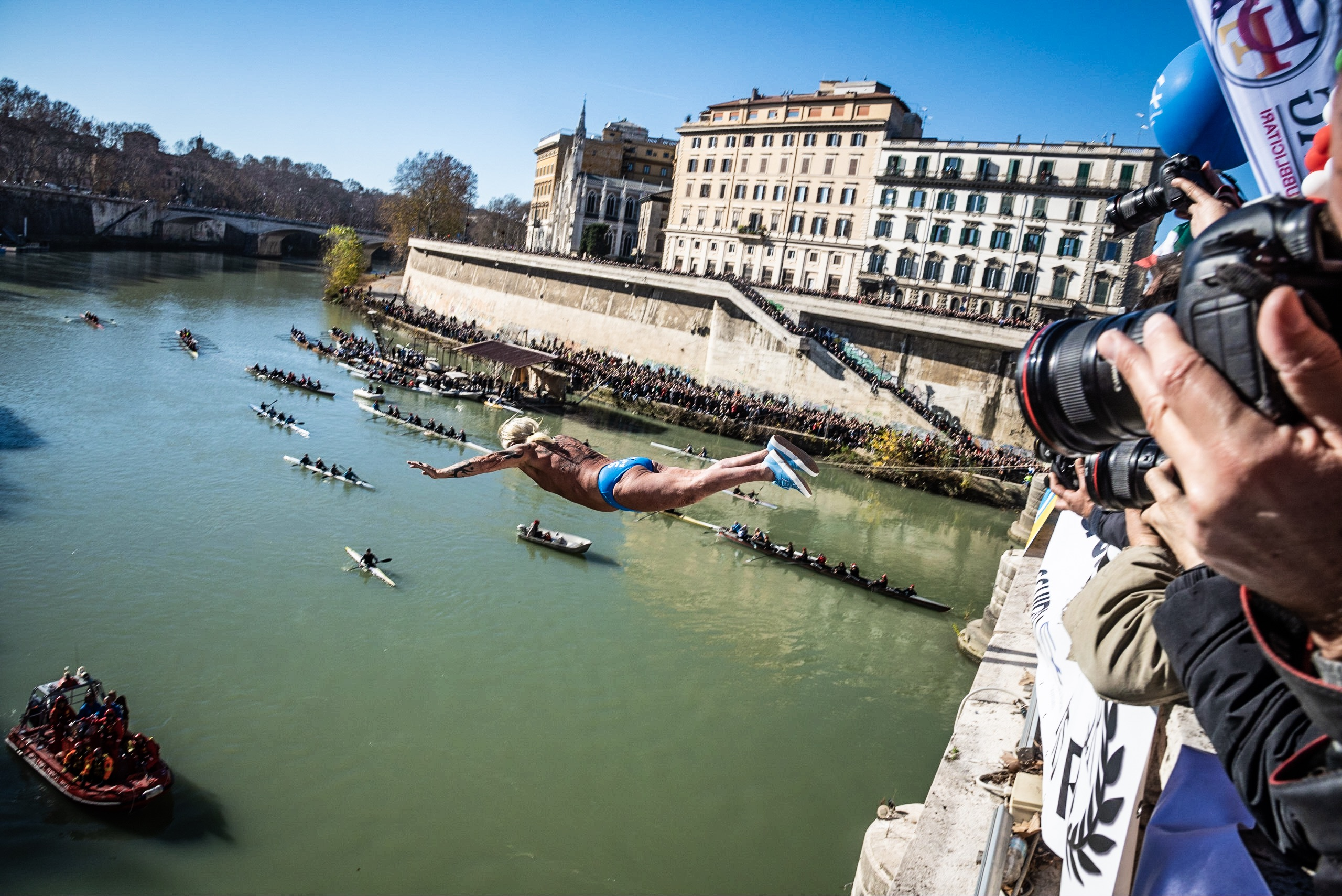
La tradición romana de sumergirse en el Tíber en Año Nuevo.

## Historia
El puente, diseñado por el arquitecto Angelo Vescovali, fue construido entre 1896 y 1901, en sustitución de la provisional Passerella di Ripetta, que databa de 1878.Fue inaugurado el 25 de mayo de 1901 y lleva el nombre de Camillo Benso, conde de Cavour, presidente del Consejo de Ministros del Reino de Cerdeña y uno de los padres de la unificación italiana.

## Descripción
El puente tiene cinco arcos de mampostería cubiertos de travertino; mide 20 metros de ancho y tiene unos 100 metros de largo.